# CDK5R1
CDK5R1 (англ. Cyclin dependent kinase 5 regulatory subunit 1) – білок, який кодується однойменним геном, розташованим у людей на короткому плечі 17-ї хромосоми. Довжина поліпептидного ланцюга білка становить 307 амінокислот, а молекулярна маса — 34 060.
| 10         |  | 20         |  | 30         |  | 40         |  | 50         |
| ---------- |  | ---------- |  | ---------- |  | ---------- |  | ---------- |
| MGTVLSLSPS |  | YRKATLFEDG |  | AATVGHYTAV |  | QNSKNAKDKN |  | LKRHSIISVL |
| PWKRIVAVSA |  | KKKNSKKVQP |  | NSSYQNNITH |  | LNNENLKKSL |  | SCANLSTFAQ |
| PPPAQPPAPP |  | ASQLSGSQTG |  | GSSSVKKAPH |  | PAVTSAGTPK |  | RVIVQASTSE |
| LLRCLGEFLC |  | RRCYRLKHLS |  | PTDPVLWLRS |  | VDRSLLLQGW |  | QDQGFITPAN |
| VVFLYMLCRD |  | VISSEVGSDH |  | ELQAVLLTCL |  | YLSYSYMGNE |  | ISYPLKPFLV |
| ESCKEAFWDR |  | CLSVINLMSS |  | KMLQINADPH |  | YFTQVFSDLK |  | NESGQEDKKR |
| LLLGLDR    |  |            |  |            |  |            |  |            |

A: Аланін

C: Цистеїн

D: Аспарагінова кислота

E: Глутамінова кислота

F: Фенілаланін

G: Гліцин

H: Гістидин

I: Ізолейцин

K: Лізин

L: Лейцин

M: Метіонін

N: Аспарагін

P: Пролін

Q: Глутамін

R: Аргінін

S: Серин

T: Треонін

V: Валін

W: Триптофан

Кодований геном білок за функцією належить до фосфопротеїнів. 
Задіяний у такому біологічному процесі, як біологічні ритми. 
Локалізований у клітинній мембрані, цитоплазмі, ядрі, мембрані.